# Сулейман Халилович
Сулейман Халилович (сербохорв. Sulejman Halilović, нар. 14 листопада 1955, Оджак) — югославський футболіст, що грав на позиції нападника за «Динамо» (Вінковці), «Црвену Звезду» та віденський «Рапід», а також національну збірну Югославії.

## Клубна кар'єра
У дорослому футболі дебютував 1977 року виступами за команду «Динамо» (Вінковці), в якій провів сім сезонів. У сезоні 1982/83 із 18-ма забитими голами ставав найкращим бомбардиром югославської футбольної першості.
1984 року перейшов до «Црвени Звезди», у складі якої провів один сезон, у 30 іграх якого знову відзначився 18-ма забитими м'ячами.
А вже 1985 року забивний форвард отримав запрошення з-за кордону і приєднався до австрійського «Рапіда» (Відень). Провів у віденській команді заключні три сезони своєї ігрової кар'єри, за цей двічі, у 1987 і 1988 роках, виборював титул чемпіона Австрії.

## Виступи за збірну
1983 року дебютував в офіційних матчах у складі національної збірної Югославії.
У складі збірної був учасником чемпіонату Європи 1984 року у Франції.
Загалом протягом дворічної кар'єри у національній команді провів у її формі 12 матчів, забивши 1 гол.

## Титули і досягнення
- Чемпіон Австрії (2):

«Рапід» (Відень): 1986-1987, 1987-1988